# Black nose

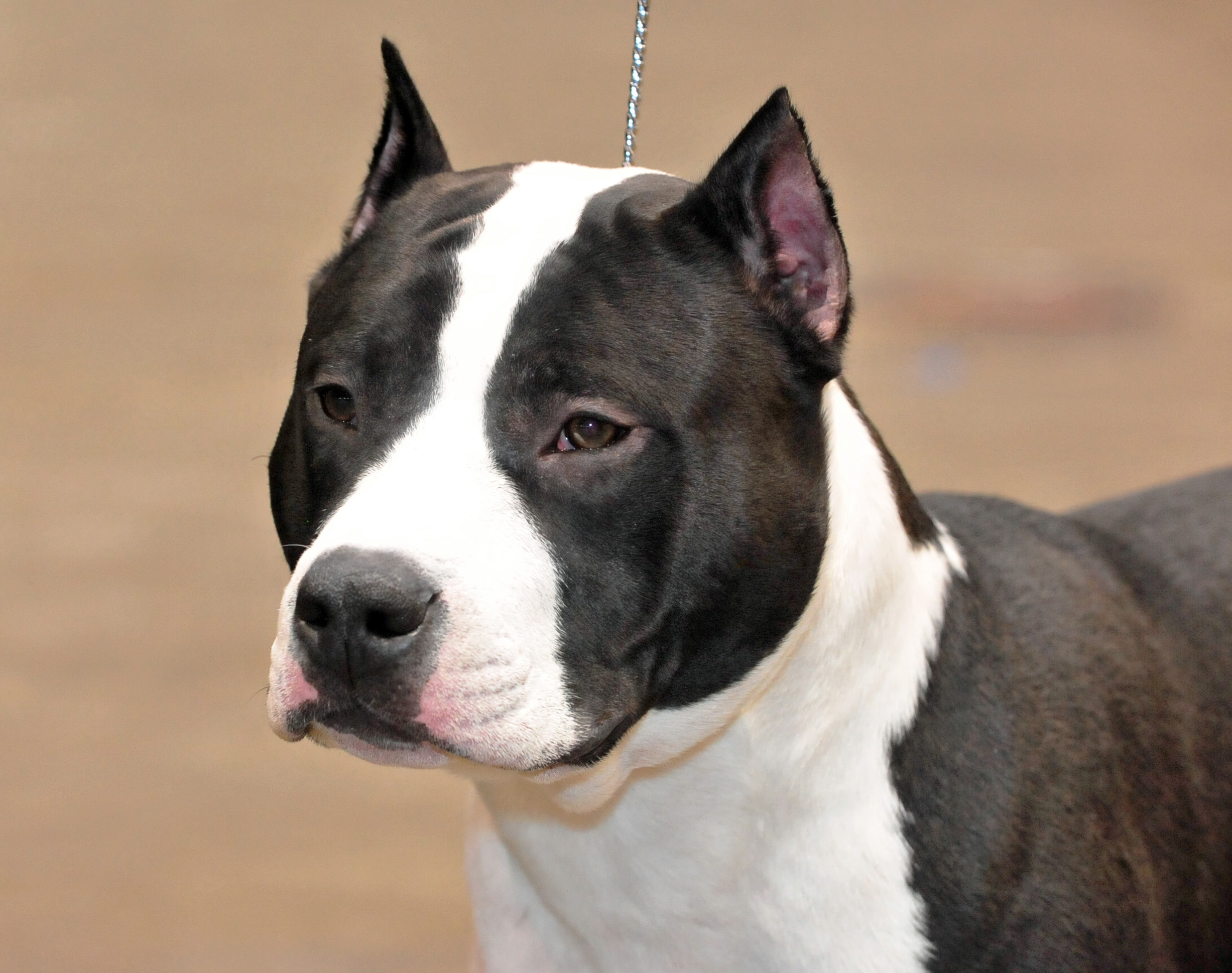
Amstaff black nose.

Black Nose (do inglês "nariz preto") é um termo usado para denominar cães com nariz de coloração preta. A coloração está presente em diversas raças caninas, mas o termo é utilizado por criadores de cães das raças American Pit Bull Terrier, Amstaffs e American bully, para distinguir os espécimes que possuem a pigmentação preta nas narinas (trufa), nas mucosas externas e por várias vezes nas internas ou parte delas. Porém o termo surgiu entre os criadores de Pit Bull.
Por muito tempo os cães com nariz preto eram praticamente uma hegemonia dentro da raça Pit Bull, mas assim que surgiram exóticos exemplares de nariz vermelho no século XX, o termo Red nose ("nariz vermelho") surgiu como diferenciativo, assim como ao mesmo tempo também o termo black nose (para os de nariz preto) pelo mesmo motivo.

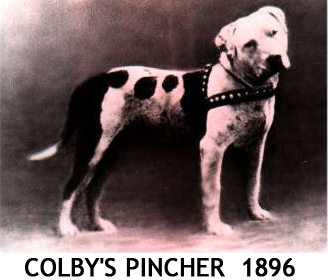
Cão american pit bull terrier da linhagem Colby

Os Pit Bulls com essa pigmentação no nariz, apesar de muito mais numerosos, são menos comerciais, e por esse motivo menos vistos em canis e em exposições de estrutura e beleza no Brasil.  